# قرار مجلس الأمن التابع للأمم المتحدة رقم 598
قرار مجلس الأمن التابع للأمم المتحدة رقم 598 S/RES/0598 (1987)، (قرار مجلس الأمن الدولي 598) الذي اعتمد بالإجماع في 20 يوليو 1987، بعد التذكير بالقرارين 582 و588، دعا إلى وقف فوري لإطلاق النار بين إيران والعراق وإعادة أسرى الحرب إلى وطنهم، وانسحاب الطرفين إلى الحدود الدولية. وطلب القرار إلى الامين العام أن يوفد فريقًا من المراقبين لرصد وقف إطلاق النار بينما يتم التوصل إلى تسوية دائمة لإنهاء الصراع. وأصبح نافذًا في 8 أغسطس 1988، منهيًا بذلك جميع العمليات القتالية بين البلدين والحرب العراقية الإيرانية.
وقد قبل كل من إيران والعراق القرار 598 في 20 يوليو 1988. بيد أن العراق قرر القيام بدفعة نهائية ومحاولة اجتياح إيران، مرة أخرى، ليحتل خوزستان وغرب إيران بشكل دائم، وكذا لتحقيق أهدافه منذ بداية الحرب. هاجم الجيش العراقي محافظة خوزستان، بدءًا بضربات كيميائية وجوية، ودفع مرة أخرى باتجاه خرمشهر. بيد أن إيران توقعت الهجوم، واستخدمت قوتها الجوية بالتزامن مع صواريخ أرض-جو لهزيمة القوات الجوية العراقية الأكبر. ثم قامت القوات الإيرانية بالهجوم في 25 يوليو وأعادت الحصول على 600 كيلومتر مربع (230 ميل2) من الأراضي العراقية. انظر عملية مرصاد.
وانسحب الجانبان في نهاية المطاف إلى الحدود الدولية في الأسابيع القادمة، حيث أصبح القرار 598 نافذًا في 8 أغسطس، منهيًا بذلك جميع العمليات القتالية بين البلدين. وكانت قوات حفظ السلام التابعة للأمم المتحدة التابعة لبعثة يونيموغ قد تولت الميدان وبقيت على الحدود الإيرانية العراقية حتى عام 1991. وفي الوقت الذي انتهت فيه الحرب الآن، قضى العراق بقية أغسطس ومطلع سبتمبر في تصفية المقاومة الكردية. وباستخدام 60,000 جندي بالإضافة إلى مروحيات قتالية وأسلحة كيميائية وعمليات إعدام جماعية، ضرب العراق 15 قرية بالغاز السام، مما أسفر عن مصرع العديد من المتمردين والمدنيين، وأجبر عشرات الآلاف من الأكراد على الانتقال إلى المستوطنات. وهاجر العديد من المدنيين الأكراد إلى إيران. وبحلول 3 سبتمبر 1988، انتهت الحملة المناهضة للأكراد وسحقت كل المقاومة. قتل 400 جندي عراقي و50،000 من المدنيين والجنود الأكراد.